# Litava (powiat Krupina)
Litava – wieś (obec) na Słowacji położona w kraju bańskobystrzyckim, w powiecie Krupina. Pierwsze wzmianki o miejscowości pochodzą z roku 1135.
Według danych z dnia 31 grudnia 2012, wieś zamieszkiwało 767 osób, w tym 386 kobiet i 381 mężczyzn.
W 2001 roku rozkład populacji względem narodowości i przynależności etnicznej wyglądał następująco:
- Słowacy – 94,01%
- Czesi – 0,12%
- Romowie – 4,03%

Ze względu na wyznawaną religię struktura mieszkańców kształtowała się w 2001 roku następująco:
- Katolicy rzymscy – 94,25%
- Ewangelicy – 1,59%
- Ateiści – 2,2%
- Nie podano – 1,96%